# 顾思贤
顾思贤，广东新兴人，清朝政治人物。
同治四年，擔任娄县知县。1874年，接替金福曾任南汇县知县一职，1875年由徐炳奎接任。